# Campeonato Mundial de Piragüismo en Maratón de 2017
El XXV Campeonato Mundial de Piragüismo en Maratón se celebró en Pietermaritzburg (Sudáfrica) entre el 7 y el 10 de septiembre de 2017 bajo la organización de la Federación Internacional de Piragüismo (ICF).

## Resultados

### Masculino
| Evento | Oro                                              | Plata                                               | Bronce                                                          |
| ------ | ------------------------------------------------ | --------------------------------------------------- | --------------------------------------------------------------- |
| C1     | Márton Kövér · Hungría · 02:10:03                | Manuel Garrido · España · 02:12:44                  | Manuel Antonio Campos · España · 02:15:27                       |
| C2     | Márton Kövér · Adam Docze · Hungría · 01:59:58   | Óscar Graña · Ramón Ferro · España · 02:00:13       | Manuel Antonio Campos · José Manuel Sánchez · España · 02:01:47 |
| K1     | Hank McGregor Sudáfrica 02:09:37                 | Andrew Birkett Sudáfrica 02:09:38                   | Adrián Boros · Hungría · 02:09:39                               |
| K2     | Hank McGregor Jasper Mocke Sudáfrica 02:00:10,47 | Adrián Boros · László Solti · Hungría · 02:00:11,46 | Andrew Birkett Jean van der Westhuizen Sudáfrica 02:00:11,70    |

### Femenino
| Evento | Oro                                                   | Plata                                             | Bronce                                                 |
| ------ | ----------------------------------------------------- | ------------------------------------------------- | ------------------------------------------------------ |
| C1     | Liudmyla Babak · Ucrania · 01:48:00                   | Zsanett Lakatos · Hungría · 01:51:20              | Jana Ježová · República Checa · 01:56:30               |
| K1     | Lani Belcher Reino Unido 02:05:09                     | Vanda Kiszli · Hungría · 02:05:15                 | Jennifer Egan Irlanda 02:05:43                         |
| K2     | Vanda Kiszli · Sara Anna Mihalik · Hungría · 01:56:29 | Renáta Csay · Alexandra Bara · Hungría · 01:56:42 | Lani Belcher Hayleigh-Jayne Mason Reino Unido 01:56:44 |

## Medallero
| Núm. | País            | Oro | Plata | Bronce | Total |
| ---- | --------------- | --- | ----- | ------ | ----- |
| 1    | Hungría         | 3   | 4     | 1      | 8     |
| 2    | Sudáfrica       | 2   | 1     | 1      | 4     |
| 3    | Reino Unido     | 1   | 0     | 1      | 2     |
| 4    | Ucrania         | 1   | 0     | 0      | 1     |
| 5    | España          | 0   | 2     | 2      | 4     |
| 6    | República Checa | 0   | 0     | 1      | 1     |
| 6    | Irlanda         | 0   | 0     | 1      | 1     |
|      | TOTAL           | 7   | 7     | 7      | 21    |